# 阿利梅纳
阿利梅纳（義大利語：Alimena），是意大利西西里大区巴勒莫广域市的一个市镇。总面积59平方公里，人口2224人，人口密度37.7人/平方公里（2009年）。ISTAT代码为082002。